# Eructo
El eructo es la liberación de gas a través de la boca desde el tracto digestivo (principalmente del esófago y estómago) al quedar atrapado durante la ingesta de alimentos. A menudo es acompañado de un sonido característico.

## Causas
- Los eructos suelen ser causados por la ingestión de aire al comer o beber y su posterior expulsión, en cuyo caso el gas expulsado es principalmente una mezcla de nitrógeno y oxígeno.[2]
- Los eructos pueden ser causados por el consumo de bebidas que contienen dióxido de carbono, como la cerveza y los refrescos, en cuyo caso el gas expulsado es principalmente dióxido de carbono.
- Los medicamentos para la diabetes como la metformina[3] y la exenatida[4] pueden causar eructos, especialmente en dosis más altas. Esto a menudo se resuelve en unas pocas semanas.
- Los eructos combinados con otros síntomas como la dispepsia, las náuseas y la acidez estomacal pueden ser un signo de una úlcera o de una hernia de hiato, y deben ser revisados por un médico.[5]
- Otras causas de eructos son: alergia a los alimentos, enfermedades de la vesícula biliar, reflujo esofágico, H. pylori, enfermedad de reflujo ácido[6] y gastritis.[7]

## El eructo del bebé
Los bebés están particularmente sujetos a la acumulación del gas en el estómago mientras se alimentan. Esto puede causar molestias considerables al niño a menos que eructe. El acto de hacer eructar a un bebé implica el colocarlo en una posición conducente a la expulsión del gas (por ejemplo sobre el hombro, con el estómago del infante reclinándose sobre el pecho del adulto) y acariciarle la espalda. Es normal que el eructo pueda ir acompañado de un poco de regurgitación.

## Hablar con eructos
Es posible inducir voluntariamente el eructo tragando aire y después, con la manipulación en la zona vocal, producir el habla. Los niños a menudo hacen esto como entretenimiento. En personas que han sufrido una laringotomía puede funcionar como forma alternativa de vocalización, sustituyendo la fonación de la laringe. Este método se denomina erigmofonía.

## Eructos de "azufre"
Estos eructos, por lo general, suelen producirse por un alto contenido de ácido sulfúrico, sulfuro de hidrógeno o de azufre obtenido del estómago e intestinos por la proliferación de microorganismos como Helicobacter pylori, Giardia lamblia, entre otros, causados por mala digestión, por consumir alimentos dañados o con un alto contenido de dietas ricas de proteínas. Otras causas pueden ser por prescripciones médicas.

## El eructo en la sociedad
En la civilización occidental, eructar en voz alta se considera una falta de tacto, aunque no tanto como expulsar gases intestinales. Algunos occidentales se tapan la boca con las manos. En otros círculos, eructar se considera una broma, especialmente entre los niños.
Algunas culturas (por ejemplo, la bengalí) no consideran que eructar sea de mala educación.
Existe un fetiche llamado eructofilia, más común en hombres. En este fetiche, la principal fuente de excitación sexual es el olor y el sonido de las eructaciones de mujeres.

### El eructo en la literatura
- Miguel de Cervantes (1547-1616) en El Quijote de la Mancha, capítulo XLIII, Don Quijote y Sancho Panza De los consejos segundos que dio don Quijote a Sancho Panza:

Sé templado en el beber, considerando que el vino demasiado ni guarda secreto, ni cumple palabra. Ten cuenta, Sancho, de no mascar a dos carrillos, ni de eructar delante de nadie.

-Eso de erutar no entiendo -dijo Sancho. Y don Quijote le dijo:

-Erutar, Sancho, quiere decir regoldar, y este es uno de los más torpes vocablos que tiene la lengua castellana, aunque es muy significativo; y así, la gente curiosa se ha acogido al latín, y al regoldar dice eructar, y a los regüeldos, eructaciones; y cuando algunos no entienden estos términos, importa poco, que el uso los irá introduciendo con el tiempo, que con facilidad se entiendan, y esto es enriquecer la lengua, sobre quien tiene poder el vulgo y el uso.

-En verdad, señor -dijo Sancho-, que uno de los consejos y avisos que pienso llevar en la memoria ha de ser el de no regoldar, porque suelo hacerlo muy a menudo.

-Erutar, Sancho, que no regoldar -dijo don Quijote.

-Erutar diré de aquí en adelante -respondió Sancho-, y a fe que no se me olvide.

- James Joyce (1882-1941) en Ulises (1922) en el capítulo "Nausiacaa", Bloom se ve interrumpido:

Un silencioso eructo de hambre quebró su discurso. Levantó la voz sobre el mismo audazmente.

- William Faulkner (1887-1962) en Las palmeras salvajes (1939) escribió:

Y esperaban la hora en que las tiendas se vaciaran, las puertas de vidrio se abrieran hacia fuera para eructar en el tierno resplandor helado de los avisos eléctricos, los rostros entre pieles y acebo, los desfiladeros esculpidos de viento alegres y frágiles...

- Julio Cortázar (1914 1984) en su novela Rayuela en el Capítulo 2:

Me había llevado muy poco comprender que a la Maga no había que plantearle la realidad en términos metódicos, el elogio del desorden la hubiera escandalizado tanto como su denuncia...se me ocurría como una especie de eructo mental...

En la cultura occidental el eructo es considerado un acto de descortesía y desaseo. Sin embargo en el Medio Oriente la India y China el eructo es una señal de satisfacción por la comida.